# Dietrichstein

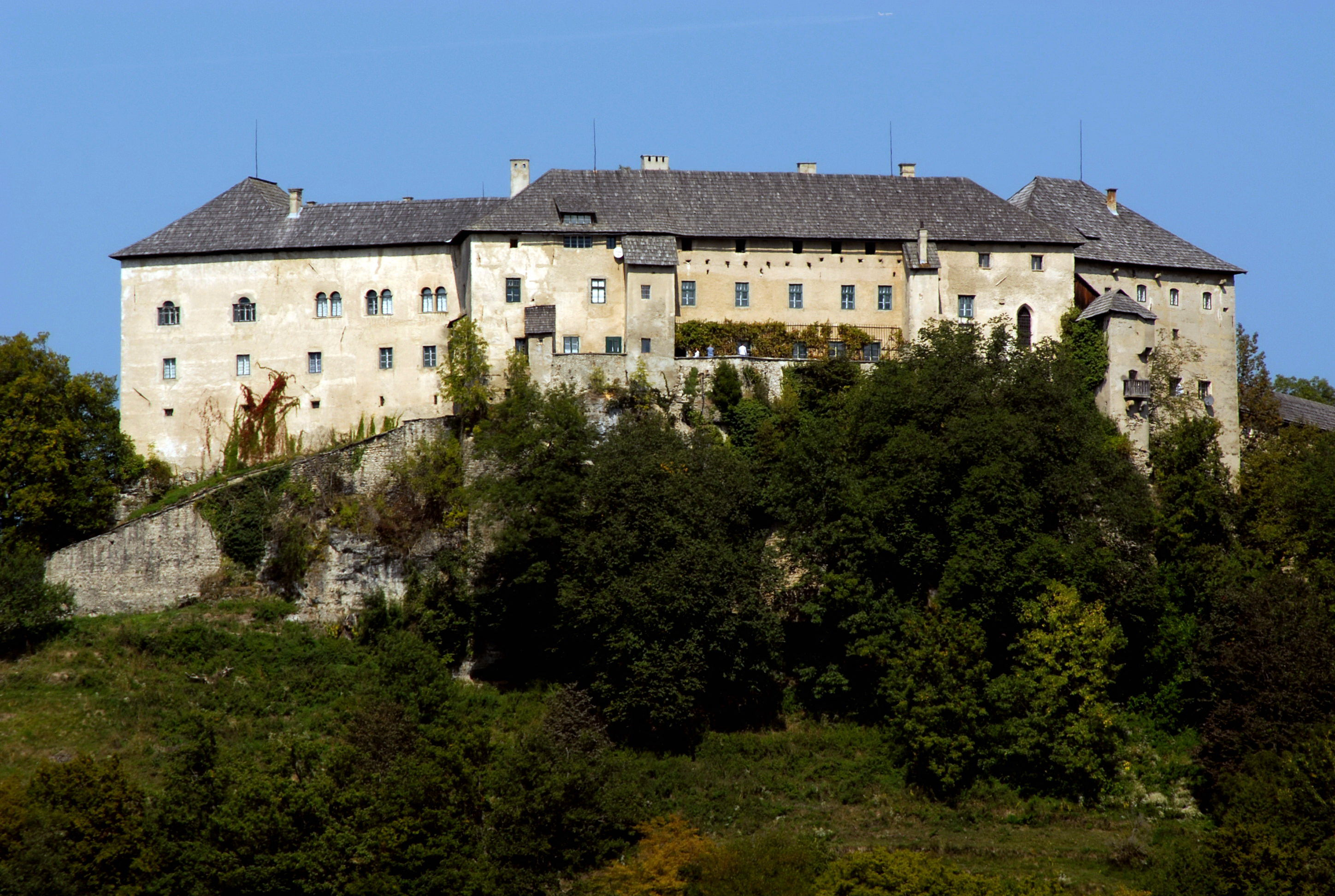
Castello di Hollenburg, Carinzia, Austria

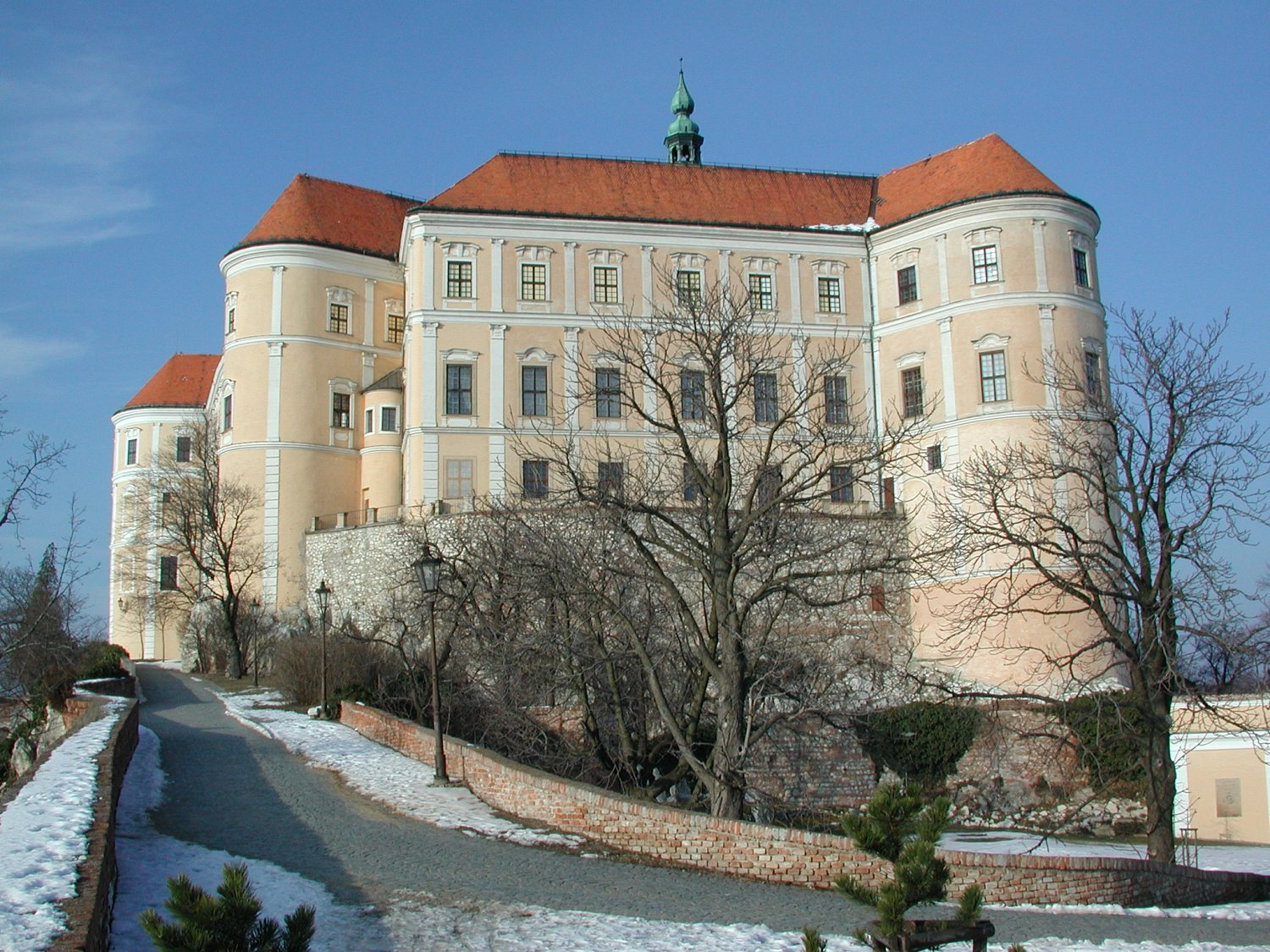
Castello Mikulov (Nikolsburg), Moravia, Repubblica Ceca

Dietrichstein era il nome di una nobile famiglia di Boemia e Austria. Massimiliano di Dietrichstein 
venne creato conte di Dietrichstein il 18 settembre 1612, mentre suo zio, il cardinale Franz Seraph, venne elevato a principe di Dietrichstein zu Nikolsburg nel 1624. Dopo la morte del cardinale nel 1636, il titolo principesco passò a Massimiliano ed ai suoi discendenti, che furono a capo del Principato di Dietrichstein e della Baronia di Tarasp. La città di Nikolsburg ora è conosciuta come Mikulov.

## Storia
Secondo una ricerca condotta da Helmuth Grössing le prime tracce della casata dei Dietrichstein risalgono al XIV secolo nella zona di Nussberg, in Carinzia.
La famiglia si divise successivamente in due linee principali di cui il secondogenito di questi ottenne la baronìa del Sacro Romano Impero nel 1600, la contea nel 1612 ed il titolo di principi nel 1624. I membri di questa linea furono dal 1575 proprietari del castello di Nikolsburg (Mikulov) in Moravia su cui successivamente ottennero di poter appoggiare il titolo di principi. Sennonché il problema giuridico era la dipendenza del Principato di Dietrichstein, sia nei suoi castelli in Moravia che in Carinzia, dall'Arciducato d'Austria, impedendo la stabile eredità della dignità imperiale. Facendo tuttavia l’arciduca tutte le parti in commedia essendo lui stesso l'imperatore, la questione venne facilmente risolta: il terzo principe nel 1684 ricevette il titolo di proprietà austriaca di barone di Tarasp, un paesino che essendo isolato in Svizzera godeva dell’immediatezza imperiale. Il VI principe acquistò nel 1769 il titolo di conte di Proskau come erede di suo nonno materno, mentre il VII principe acquistò nel 1802 il titolo di conte Leslie di Balquhaine. Nel 1803 Napoleone decise di fare un piccolo regalino alla Svizzera regalandole Tarasp traslocando le terre dei Dietrichstein su dei terreni abbaziali sul lago di Costanza, ma in seguito alle nuove disfatte dei loro protettori austriaci questi principi furono detronizzati dai francesi con la nuova mediatizzazione perdendo la sovranità nel 1806 per l'annessione di questi territori al Regno di Wurttemberg. La linea principesca si estinse nel 1864 con la morte del X principe di Dietrichstein.
Quattro anni più tardi, lo statista e ministro degli esteri austriaco Alessandro di Mensdorff-Poully (1813-1871), che aveva sposato la figlia del IX principe di Dietrichstein, venne creato principe di Dietrichstein imponendogli anche il cambio del cognome in Mensdorff-Pouilly-Dietrichstein. Tuttavia anche questa linea si estinse nel 1964 in linea maschile.

## Albero genealogico della famiglia Dietrichstein
|                                          |                                          |                                                             |                                                             | | |                                                                            | | | | | | |                                                                                                 | | |                                                                | | |                                                                                         |                                                                                         |
|                                          |                                          |                                                             |                                                             | | |                                                                            | | | | Adam *1527 †1590 Marghareta de Folch y de Raquensens de Cardona                                                                                                 | | |                                                                                                 | | |                                                                | | |                                                                                         |                                                                                         |
|                                          |                                          |                                                             |                                                             | | |                                                                            | | | | | | |                                                                                                 | | |                                                                | | |                                                                                         |                                                                                         |
|                                          |                                          |                                                             |                                                             | | |                                                                            | | | | | | |                                                                                                 | | |                                                                | | |                                                                                         |                                                                                         |
|                                          |                                          |                                                             |                                                             | | |                                                                            | Maria *1554 d. †1584 1. Balthazar Mendoza y de La Cerda 2. Juan de Borja Manoel                                                         | Maria *1554 d. †1584 1. Balthazar Mendoza y de La Cerda 2. Juan de Borja Manoel                                                         | Sigismund *1560 †1602 1. ? 2. Johanna von der Leiter | Sigismund *1560 †1602 1. ? 2. Johanna von der Leiter | Maximilian *1569 †1611 Christine Krusitsch von Marenfelds | Maximilian *1569 †1611 Christine Krusitsch von Marenfelds                                                                                   | Franz Seraph I principe di Dietrichstein-Nikolsburg *1570 †1636 Vescovo di Olomouc Cardinale    | Franz Seraph I principe di Dietrichstein-Nikolsburg *1570 †1636 Vescovo di Olomouc Cardinale                                                    | |                                                                | | |                                                                                         |                                                                                         |
|                                          |                                          |                                                             |                                                             | | |                                                                            | | | | | | |                                                                                                 | | |                                                                | | |                                                                                         |                                                                                         |
|                                          |                                          |                                                             |                                                             | | |                                                                            | | | | | | |                                                                                                 | | |                                                                | | |                                                                                         |                                                                                         |
|                                          |                                          |                                                             |                                                             | | |                                                                            | | | PRINCIPI DI DIETRICHSTEIN-NIKOLSBURG Maximilian I conte di Dietrichstein-Nikolsburg II principe di Dietrichstein-Nikolsburg *1596 †1655 1. Anna Maria del Liechtenstein 2. Sophia Agnes von Mansfeld | | | |                                                                                                 | | |                                                                | | |                                                                                         |                                                                                         |
|                                          |                                          |                                                             |                                                             | | |                                                                            | | | | | | |                                                                                                 | | |                                                                | | |                                                                                         |                                                                                         |
|                                          |                                          |                                                             |                                                             | | |                                                                            | | | | | | |                                                                                                 | | |                                                                | | |                                                                                         |                                                                                         |
| Anna Franziska *1621 †1685 Walter Leslie | Anna Franziska *1621 †1685 Walter Leslie | Johanna Beatrix *1622 †1676 Carlo Eusebio del Liechtenstein | Johanna Beatrix *1622 †1676 Carlo Eusebio del Liechtenstein | Maria Eleonora *1623 †1687 1. Lev Vilém Kaunitz 2. Friedrich Leopold von Oppersdorf                                          | Maria Eleonora *1623 †1687 1. Lev Vilém Kaunitz 2. Friedrich Leopold von Oppersdorf                                          | Maria Clara *1626 †1667 Johann Friedirch von Trauttmansdorff               | Maria Clara *1626 †1667 Johann Friedirch von Trauttmansdorff                                                                            | Ferdinand Joseph III principe di Dietrichstein-Nikolsburg *1628 †1698 Maria Elizabeth von Eggenberg                                     | Ferdinand Joseph III principe di Dietrichstein-Nikolsburg *1628 †1698 Maria Elizabeth von Eggenberg                                                                                                  | | Maria Margaretha *1637 †1676 Raimondo Montecuccoli | Maria Margaretha *1637 †1676 Raimondo Montecuccoli                                                                                          |                                                                                                 | | Maximilian Andreas *1638 †1692 Maria Justina von Schwarzenberg                                                                                  | Maximilian Andreas *1638 †1692 Maria Justina von Schwarzenberg | Philipp Sigismund *1651 †1716 1. Maria Elizabeth Hoffman von Grünbühl 2. Dorothea Jankvska zu Vlasimi | Philipp Sigismund *1651 †1716 1. Maria Elizabeth Hoffman von Grünbühl 2. Dorothea Jankvska zu Vlasimi | Maria Sophia *1652 †1711 1. Franz Eusebius von Pötting 2. Vaclav Ferdinand zu Lobkowitz | Maria Sophia *1652 †1711 1. Franz Eusebius von Pötting 2. Vaclav Ferdinand zu Lobkowitz |
|                                          |                                          |                                                             |                                                             | | |                                                                            | | | | | | |                                                                                                 | | |                                                                | | |                                                                                         |                                                                                         |
|                                          |                                          |                                                             |                                                             | | |                                                                            | | | | | | |                                                                                                 | | |                                                                | | |                                                                                         |                                                                                         |
|                                          |                                          |                                                             |                                                             | Leopold Ignaz IV principe di Dietrichstein-Nikolsburg *1660 †1708 Maria Dorotea di Salm Salm Estinzione maschile della linea | Leopold Ignaz IV principe di Dietrichstein-Nikolsburg *1660 †1708 Maria Dorotea di Salm Salm Estinzione maschile della linea | Erdmuth Theresia Maria *1662 †1712 Giovanni Adamo Andrea del Liechtenstein | Erdmuth Theresia Maria *1662 †1712 Giovanni Adamo Andrea del Liechtenstein                                                              | Karl Joseph *1663 †1693 Elizabeth Helena von Herberstein                                                                                | Karl Joseph *1663 †1693 Elizabeth Helena von Herberstein | Walter Franz V principe di Dietrichstein-Nikolsburg *1664 †1738 1. Zuzana Liborie Katerina Praksicka ze Zastrizl 2. Karolina Maximiliana Proskovska zu Pruskova | Walter Franz V principe di Dietrichstein-Nikolsburg *1664 †1738 1. Zuzana Liborie Katerina Praksicka ze Zastrizl 2. Karolina Maximiliana Proskovska zu Pruskova | | Jacob Anton *1678 †1721 1. Maria Carolina von Wolfsthal 2. Maria Franziska Sofia von Starhembrg | Jacob Anton *1678 †1721 1. Maria Carolina von Wolfsthal 2. Maria Franziska Sofia von Starhembrg                                                 | Linea estinta nel XVIII secolo | Linea estinta nel XVIII secolo                                 | Linea estinta nel XVIII secolo                                                                        | Linea estinta nel XVIII secolo                                                                        |                                                                                         |                                                                                         |
|                                          |                                          |                                                             |                                                             | | |                                                                            | | | | | | |                                                                                                 | | |                                                                | | |                                                                                         |                                                                                         |
|                                          |                                          |                                                             |                                                             | | |                                                                            | | | | | | |                                                                                                 | | |                                                                | | |                                                                                         |                                                                                         |
|                                          |                                          |                                                             |                                                             | | |                                                                            | | | Maria Aloysia *1700 †1783 Michael Wenzel Althann | Maria Aloysia *1700 †1783 Michael Wenzel Althann | DIETRICHSTEIN-PROSKAU Karl Maximilian VI principe di Dietrichstein-Nikolsburg *1702 †1784 Maria Anna Josepha von Khevenhüller-Hochosterwitz                     | DIETRICHSTEIN-PROSKAU Karl Maximilian VI principe di Dietrichstein-Nikolsburg *1702 †1784 Maria Anna Josepha von Khevenhüller-Hochosterwitz | Linea estinta alla fine del XVIII secolo                                                        | Linea estinta alla fine del XVIII secolo | |                                                                | | |                                                                                         |                                                                                         |
|                                          |                                          |                                                             |                                                             | | |                                                                            | | | | | | |                                                                                                 | | |                                                                | | |                                                                                         |                                                                                         |
|                                          |                                          |                                                             |                                                             | | |                                                                            | | | | | | |                                                                                                 | | |                                                                | | |                                                                                         |                                                                                         |
|                                          |                                          |                                                             |                                                             | | |                                                                            | Karl Johann VII principe di Dietrichstein-Nikolsburg *1728 †1808 1. Maria Christina von Thun und Hohenstein 2. Maria Anna von Baldtauff | Karl Johann VII principe di Dietrichstein-Nikolsburg *1728 †1808 1. Maria Christina von Thun und Hohenstein 2. Maria Anna von Baldtauff | | | | | Franz de Paula *1731 †1813 Maria Carolina von Reischach                                         | Franz de Paula *1731 †1813 Maria Carolina von Reischach                                                                                         | Maria Josepha *1736 †1799 Ernst Guido von Harrach zu Rohrau                                                                                     | Maria Josepha *1736 †1799 Ernst Guido von Harrach zu Rohrau    | | |                                                                                         |                                                                                         |
|                                          |                                          |                                                             |                                                             | | |                                                                            | | | | | | |                                                                                                 | | |                                                                | | |                                                                                         |                                                                                         |
|                                          |                                          |                                                             |                                                             | | |                                                                            | | | | | | |                                                                                                 | | |                                                                | | |                                                                                         |                                                                                         |
|                                          |                                          |                                                             |                                                             | Franz Joseph VIII principe di Dietrichstein-Nikolsburg *1767 †1854 Alexandra Andrejevna Shuvalova                            | Franz Joseph VIII principe di Dietrichstein-Nikolsburg *1767 †1854 Alexandra Andrejevna Shuvalova                            |                                                                            | | | | Moritz Johann Nepomuk X principe di Dietrichstein-Nikolsburg *1775 †1864 Maria Theresia von Gilleis                                                             | Moritz Johann Nepomuk X principe di Dietrichstein-Nikolsburg *1775 †1864 Maria Theresia von Gilleis                                                             | Maria Theresia *1771 †1852 Ernst Christoph von Harrach zu Rohrau                                                                            | Maria Theresia *1771 †1852 Ernst Christoph von Harrach zu Rohrau                                | CONTI DI DIETRICHSTEIN-PROSKAU Franz Xaver I conte di Dietrichstein-Proskau *1774 †1817 Rosa Wallis von Karighmain Estinzione in linea maschile | CONTI DI DIETRICHSTEIN-PROSKAU Franz Xaver I conte di Dietrichstein-Proskau *1774 †1817 Rosa Wallis von Karighmain Estinzione in linea maschile |                                                                | | |                                                                                         |                                                                                         |
|                                          |                                          |                                                             |                                                             | | |                                                                            | | | | | | |                                                                                                 | | |                                                                | | |                                                                                         |                                                                                         |
|                                          |                                          |                                                             |                                                             | | |                                                                            | | | | | | |                                                                                                 | | |                                                                | | |                                                                                         |                                                                                         |
|                                          |                                          |                                                             |                                                             | Joseph Franz IX principe di Dietrichstein-Nikolsburg *1798 †1858 Gabriela Wratislawova zu Mitrowicz                          | Joseph Franz IX principe di Dietrichstein-Nikolsburg *1798 †1858 Gabriela Wratislawova zu Mitrowicz                          | Moritz Johann *1801 †1852 Sophia Potocka                                   | Moritz Johann *1801 †1852 Sophia Potocka                                                                                                | Karl *1802 †1803 | Karl *1802 †1803 | Ida *1804 †1822 | Ida *1804 †1822 | Alexander * e †1806 | Alexander * e †1806                                                                             | Julia Franziska *1807 †1883 Carlo di Oettingen-Wallerstein                                                                                      | Julia Franziska *1807 †1883 Carlo di Oettingen-Wallerstein                                                                                      |                                                                | | |                                                                                         |                                                                                         |
|                                          |                                          |                                                             |                                                             | | |                                                                            | | | | | | |                                                                                                 | | |                                                                | | |                                                                                         |                                                                                         |
|                                          |                                          |                                                             |                                                             | | |                                                                            | | | | | | |                                                                                                 | | |                                                                | | |                                                                                         |                                                                                         |
|                                          |                                          |                                                             |                                                             | Alexandrina Maria *1824 †1906 Alexander von Mensdorff, creato principe di Dietrichstein-Nikolsburg                           | |                                                                            | | | | | | |                                                                                                 | | |                                                                | | |                                                                                         |                                                                                         |
|                                          |                                          |                                                             |                                                             | | |                                                                            | | | | | | |                                                                                                 | | |                                                                | | |                                                                                         |                                                                                         |
|                                          |                                          |                                                             |                                                             | | |                                                                            | | | | | | |                                                                                                 | | |                                                                | | |                                                                                         |                                                                                         |
|                                          |                                          |                                                             |                                                             | Linea dei Mensdorff principi di Dietrichstein-Nikolsburg                                                                     | |                                                                            | | | | | | |                                                                                                 | | |                                                                | | |                                                                                         |                                                                                         |

## Principi di Dietrichstein-Nikolsburg (1624; 1868)
- Franz Seraph (1570-1636), I principe di Dietrichstein-Nikolsburg, cardinale
- Maximilian (1596-1655), II principe di Dietrichstein-Nikolsburg, nipote del precedente
- Ferdinand Joseph (1628-1698), III principe di Dietrichstein-Nikolsburg
- Leopold Ignaz (1660-1708), IV principe di Dietrichstein-Nikolsburg
- Walther Franz Xaver (1664-1738), V principe di Dietrichstein-Nikolsburg, fratello del precedente
- Karl Maximilian (1702-1784), VI principe di Dietrichstein-Nikolsburg, per eredità della madre assume il cognome di Dietrichstein-Nikolsburg-Proskau
- Karl Johann Baptist (1728-1808), VII principe di Dietrichstein-Nikolsburg
- Franz Joseph (1767-1854), VIII principe di Dietrichstein-Nikolsburg
- Joseph Franz (1798-1858), IX principe di Dietrichstein-Nikolsburg
- Moritz (1775-1864), X principe di Dietrichstein-Nikolsburg, cugino del precedente

Estinzione della casata
Nel 1857, Alexandrine, figlia del principe Joseph Franz, sposò il conte Alessandro di Mensdorff, Ministro degli Esteri dell'Impero Austriaco e Primo Ministro dell'Impero Austriaco, il quale venne creato principe di Dietrichstein-Nickolsburg nel 1868, quattro anni dopo la morte dello zio della moglie. Anche tale dinastia, ad ogni modo, si estinse con l'ultimo erede, Alexander Albert, nel 1964.
- Alessandro di Mensdorff (1813-1871), I principe di Dietrichstein-Nikolsburg (dal 1868)
- Ugo Alfonso Edoardo Emanuele Giuseppe Giovanni Venceslao di Dietrichstein (1858–1920), II principe di Dietrichstein-Nikolsburg, figlio del precedente
- Alessandro Alberto Oliviero Antonio di Dietrichstein (1899–1964), III principe di Dietrichstein-Nikolsburg, figlio del precedente.

Il diplomatico Albert von Mensdorff-Pouilly-Dietrichstein era un figlio minore del principe Alessandro.

## Principi del Sacro Romano Impero (1662-1690)
Il titolo venne concesso ad personam a: 
- Gundakar von Dietrichstein (1623-1690), Oberststallmeister